# Consiglio delle Indie orientali olandesi

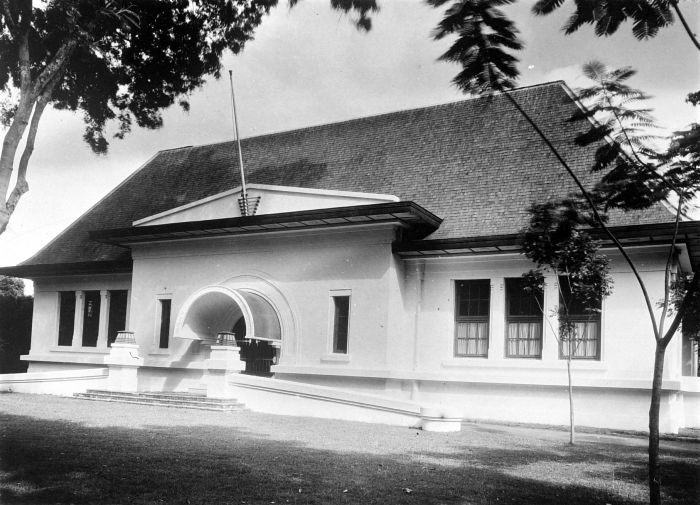
La sede del Consiglio a Batavia

Il Consiglio delle Indie (in olandese Raad van Indië, in indonesiano Dewan Hindia) è stato l'organo costituito nel 1610 per consigliare e limitare i poteri del Governatore generale. In seguito alle riforme amministrative attuate nel 1836 il nome cambiò in Consiglio delle Indie orientali olandesi (in olandese Raad van Nederlandsch-Indië).
All'origine il Consiglio era composto da quattro membri e un vicepresidente, tutti con cittadinanza olandese. Nel 1930 il numero fu aumentato a sei, con la possibilità anche dei cittadini delle indie orientali di farne parte. A presidere il consiglio vi era il governatore generale, mentre il monarca olandese aveva l'autorità di decidere definitivamente quando il consiglio e il governatore non erano della stessa opinione.
Fino al 1836 il Consiglio e il Governatore avevano gli stessi poteri, ma in seguito a delle riforme attuate in quell'anno, il Consiglio divenne soltanto un organo consultivo. Nel 1854 riottenne parte dei vecchi poteri poiché fu approvata una legge che prevedeva l'obbligo di consultazione del Consiglio da parte del Governatore nel caso di leggi o azioni rilevanti. Il Governatore, comunque, non aveva nessun obbligo di rispettare la decisione del Consiglio. Nel 1925 i poteri furono nuovamente ristretti, seppur il Governatore doveva comunque consultarlo prima di intraprendere determinate azioni, tra cui fare annunci o inviare proposte al Volksraad, un parlamento con cui il Governatore condivideva il potere legislativo.
In un verbale inviato nel 1938 all'allora governatore Tjarda van Starkenborgh Stachouwer, il Consiglio raccomandava il rigetto della mozione Soetardjo, firmata da alcuni membri del Volksraad, che chiedeva l'organizzazione di una conferenza per discutere dell'autonomia delle Indie Orientali Olandesi come parte di un Commonwealth olandese, sul modello di quello inglese. Il Consiglio ritenne che le richieste della petizione fossero in contrasto con la Costituzione olandese e che l'Indonesia non fosse pronta a diventare uno Stato sul modello dei dominion.

## Composizione

### 1922
Vice presidente
- H. N. A. Swart, nominato il 2 settembre 1918.

Membri
- P. De Roo De La Faille, nominato il 3 febbraio 1919;
- L. J. Dukstra, nominato il 9 dicembre 1919;
- W. Frijling, nominato il 2 marzo 1921;
- H. A. Kinderman, nominato il 28 aprile 1921.

Segretario
- W. G. Stroband, nominato il 2 novembre 1921.

Fonte: Regeeringsalmanak voor Nederlandsch-Indië 1922

### 1931
Vice presidente
- Charles Welter, nominato il 10 ottobre 1929.

Membri
- W. P. Hillen, nominato il 15 maggio 1929;
- C. W. Bodenhausen, nominato il 10 ottobre 1929;
- Achmad Djajadiningrat, nominato il 1º gennaio 1930
- Adipati Ario Soejono, nominato il 1º gennaio 1930;
- A. H. M. J. Van Kan, nominato il 6 marzo 1930
- L. H. W. Van Sandwick, nominato il 18 luglio 1930.

Segretario
- W.G. Peekema, nominato ad interim il 2 dicembre 1929.

Fonte: Regeeringsalmanak voor Nederlandsch-Indië 1931

### 1941
Vice presidente
- H. J. Spit, nominato il 21 novembre 1938.

Membri
- F. H. Visman, nominato il 23 giugno 1936;
- J. H. B. Kuneman, nominaot il 23 giugno 1936;
- G. F. de Bruyn Kops, nominato il 21 novembre 1938;
- Adipati Ario Soejono, nominato il 29 febbraio 1940.

Segretario
- L. F. Jansen, nominato il 25 ottobre 1939.

Fonte: Regeeringsalmanak voor Nederlandsch-Indië 1941